# N'Savenni
N'Savenni este o comună din departamentul Aïoun El Atrouss, Regiunea Hodh El Gharbi, Mauritania, cu o populație de 5.365 locuitori.